# Língua niueana
A língua niueana (em niueano: ko e vagahau Niuē) é uma língua polinésia, pertencente ao subgrupo malaio-polinésia das línguas austronésias. É mais intimamente relacionada com o tonganês e um pouco mais distante de outras línguas polinésias, como o maori, o samoano e havaiana. O niueano também tem uma série de influências do samoano e de línguas polinésias orientais.

## Falantes
O niueano era falado por 1.600 pessoas em Niue (97,4% dos habitantes da ilha) em 1991, bem como por falantes nativos nas Ilhas Cook, Nova Zelândia e Tonga, totalizando cerca de 8.000 falantes nativos. Há, portanto, mais falantes de língua niueano fora da ilha. A maioria dos habitantes de Niue são bilíngues em niueano e Inglês.
No início de 1990, 70% dos falantes de niueano viviam na Nova Zelândia.